# Agua Salada
Agua Salada est l'une des neuf paroisses civiles de la municipalité de Heres dans l'État de Bolívar au Venezuela. Sa capitale est Ciudad Bolívar, capitale de l'État, dont elle constitue l'une des paroisses civiles urbaines, et notamment les quartiers occidentaux.

## Géographie

### Démographie
Constituant de facto l'une des paroisses civiles urbaines de la ville de Ciudad Bolívar, l'entité administrative ne comporte aucun autre écart que celle-ci et est divisée en plusieurs quartiers :
- Barrio 4 de Febrero
- El Perú
- La Macarena
- Los Próceres
  - Las Colinas
  - Villa Central
- Villa Bolívar
- Zanjonote